# A Night in San Francisco
A Night in San Francisco è un album dal vivo del cantautore britannico Van Morrison, pubblicato nel 1994.

## Il disco
Il disco è stato registrato in occasione di due diversi concerti tenuti nel dicembre 1993 a Petaluma e San Francisco.
Tra gli artisti che hanno partecipato al lato artistico delle performance poi incise sul disco vi sono Candy Dulfer, John Lee Hooker e Shana Morrison, figlia di Van. 
Nel giugno 2008 il disco è stato rimasterizzato e ripubblicato con l'aggiunta di una traccia.

## Tracce
Tutte le tracce sono di Van Morrison tranne dove indicato.
Disco 1
1. Did Ye Get Healed? – 4:18
2. It's All in the Game/Make It Real One More Time (Charles Dawes, Carl Sigman)/(Morrison) – 4:19
3. I've Been Working – 3:24
4. I Forgot That Love Existed/All Along the Watchtower (Morrison)/(Bob Dylan) – 6:17
5. Vanlose Stairway/Trans-Euro Train/A Fool for You (Morrison)/(Morrison)/(Ray Charles) – 6:55
6. You Make Me Feel So Free – 3:14
7. Beautiful Vision – 4:11
8. See Me Through/Soldier of Fortune/Thank You (Morrison)/(Morrison)/(Sylvester Stewart) – 10:18
9. Ain't That Loving You Baby? (Ivory Joe Hunter, Clyde Otis) – 4:44
10. Stormy Monday/Have You Ever Loved a Woman?/No Rollin' Blues (T-Bone Walker)/(Billy Myles)/(Jimmy Witherspoon) – 6:08
11. Help Me (Sonny Boy Williamson II) – 6:10
  - Organo solista tratto da Green Onions (Booker T. Jones, Steve Cropper, Lewie Steinberg, Al Jackson Jr.)
12. Good Morning Little Schoolgirl (Sonny Boy Williamson I) – 3:33
13. Tupelo Honey – 4:01
14. Moondance/My Funny Valentine (Morrison)/(Richard Rodgers, Lorenz Hart) – 9:09

Disco 2
1. Jumpin' With Symphony Sid (King Pleasure, Lester Young) – 4:47
2. It Fills You Up – 4:43
3. I'll Take Care of You/It's a Man's Man's Man's World (Brook Benton)/(James Brown, Betty Newsome) – 16:23
4. Lonely Avenue/Be-Bop-A-Lula/4 O'Clock in the Morning (Try for Sleep)/Family Affair/You Give Me Nothing but the Blues/When Will I Become A Man?/Sooner Or Later/Down the Line (Doc Pomus)/(Gene Vincent,Bill Davis)/(Morrison, John Platania)/(Sylvester Stewart)/(Morrison)/(Erica Ehm, Tim Thorney)/(Vernon, Ross, Shaw)/(Roy Orbison) – 14:51
5. So Quiet in Here/That's Where It's At (Morrison)/(James Alexander, Sam Cooke) – 5:00
6. In the Garden/Real Real Gone/Allegheny/You Send Me (Morrison)/(Morrison)/(trad.)/(Sam Cooke) – 9:41
7. Have I Told You Lately (Morrison) – 3:51
8. Shakin' All Over/Gloria (Johnny Kidd)/(Morrison) – 11:29

## Formazione
Gruppo
- Van Morrison – voce, chitarra, sassofono, armonica
- Haji Ahkba – flicorno soprano, cori
- Geoff Dunn – batteria
- Georgie Fame – voce, organo, cori
- Ronnie Johnson – chitarra
- Teena Lyle – vibrafono, percussioni, flauto dolce, cori
- Jonn Savannah – voce, piano, cori
- Nicky Scott – basso, cori
- Kate St John – sassofono, oboe

Ospiti
- James Hunter – voce, chitarra, cori
- Brian Kennedy – voce, cori
- Candy Dulfer – sassofono, cori
- John Lee Hooker – voce
- Shana Morrison – voce
- Junior Wells – voce, armonica
- Jimmy Witherspoon – voce

## Classifiche
| Anno | Classifica                          | Posizione raggiunta |
| ---- | ----------------------------------- | ------------------- |
| 1994 | Regno Unito (Official Albums Chart) | 8                   |
| 1993 | Stati Uniti (Billboard 200)         | 125                 |